# Як живете, карасі?
«Як живете, карасі?» — радянський двосерійний художній фільм 1991 року, знятий Михайлом Швейцером і Софією Мількіною.

## Сюжет
Дія відбувається в самому початку 1990-х років. Основні події перемежовуються з чорно-білими кадрами флешбека, в якому бард (в образі Олександра Галича) на квартирному концерті виконує під гітару пісню «Бажання слави», а серед слухачів є деякі персонажі фільму.
Відставний полковник КДБ Інокентій Всеволодович Картошкін, пішовши на пенсію, продовжує зберігати у себе на дачі картотеку і протоколи допитів людей, які співпрацювали в колишні роки з Комітетом. Час від часу він знову викликає їх, відправляючи їм поштою повістки, і, погрожуючи викриттям в «стукацтві», знову вимагає надавати звіти про їх оточення. Серед цих людей — політики, письменники, художники, колишні дисиденти. У їх числі філолог і правозахисник Дмитро Микитович Тищенко, якого з Картошкіним пов'язують і особисті відносини — колись Тищенко, будучи одруженим, знаходився у зв'язку з дочкою Картошкіна, яка померла при пологах дочки. Онуку Машеньку Картошкін виховував один і ніколи не показував її Тищенку. Тим часом, Машенька знайомиться з Микитою, сином Тищенка, проте обидва вони не підозрюють, що є єдинокровними братом і сестрою. Дізнавшись, що його син зустрічається з онукою полковника, Тищенко намагається заборонити йому бачитися з нею, не пояснюючи причин, що приводить до сварки з Микитою. Тищенко робить спробу заявити в КДБ про те, що Картошкін шантажує людей документами про співпрацю, але майор, з яким він розмовляє, відмовляється що-небудь робити.
Тим часом, дізнавшись про те, що у полковника на дачі є величезний підвал, ним починає цікавитися місцеве злочинне угруповання. Одного разу вночі вони вриваються на дачу і, побивши полковника, шукають в підвалі цінності, проте на своє розчарування знаходять тільки паперовий архів. На місце прибуває голова злочинного угруповання («Чоловічок»), який розуміє, що з документів полковника можна витягти чималий дохід. Він встановлює на дачі полковника чергування своїх людей, запрошує до нього лікарів, створює ксерокопії документів і починає сам шантажувати колишніх «клієнтів» Картошкіна, вимагаючи у них гроші. Він також зв'язується з головним редактором однієї з центральних газет (на якого у Картошкіна теж є досьє) і домовляється про співпрацю.
Тим часом Тищенко збирає знайомих, які свого часу співпрацювали з КДБ, і пропонує їм знищити архів полковника. Вночі міліція нападає на людей Чоловічка, проте в перестрілці всі гинуть. Тищенко обливає бензином архів полковника і підпалює його.
В епілозі, що відбувається в 1993 році, на лондонському аукціоні «Філіпс» в якості одного з лотів пропонується «архів полковника Картошкіна». За нього торгуються Чоловічок і майор КДБ, і в результаті архів викуповує Чоловічок. Титри фільму йдуть під фонограму передачі «Поле чудес» з Владом Лістьєвим.

## У ролях
- Микола Пастухов —  полковник Інокентій Всеволодович Картошкін
- Валерій Золотухін —  професор Дмитро Микитович Тищенко
- Анна Назарьєва — Марійка, онука Картошкиіна
- Євген Миронов —  Микита, знайомий Маші
- Леонід Куравльов —  високий начальник
- Євген Євстигнєєв —  Анатолій, дисидент-емігрант
- Олексій Залівалов —  Олександр Галич
- Микола Кочегаров —  Єгоров, товариш майор
- Олександр Калягін —  Чоловічок, голова злочинної організації
- Павло Семеніхін —  столяр
- Борис Клюєв —  Борис Ілліч, художник
- Віктор Махмутов —  Гурович Козюкс, карась
- Володимир Симонов —  карась-депутат
- Георгій Мартиросян —  карась-демагог
- Євген Козловський —  бородатий оратор
- Олена Корольова —  Ніна
- Ірина Літт —  Неля, медсестра
- Віра Майорова —  дружина Тищенка
- Володимир Князєв —  Сергій Костянтинович, головний редактор модного журналу
- Володимир Тюкін —  професор «Людовєд»
- Валерій Малишев —  командир, організатор знищення архіву
- Ігор Муругов —  «Жесткоглазий», керівник операції по захопленню дачі
- Лев Поляков — сусід на дачі, Гліб

## Знімальна група
- Автори сценарію:  Євген Козловський;  Софія Мількіна;  Михайло Швейцер
- Режисери-постановники:  Софія Мількіна;  Михайло Швейцер
- Оператор-постановник:  Олександр Ільховський
- Композитор:  Олексій Залівалов
- Художник-постановник:  Євген Черняєв